# Pseudatteria metacapna
Pseudatteria metacapna es una especie de polilla del género Pseudatteria, familia Tortricidae.
Fue descrita científicamente por Meyrick en 1924.